# Repssches Haus

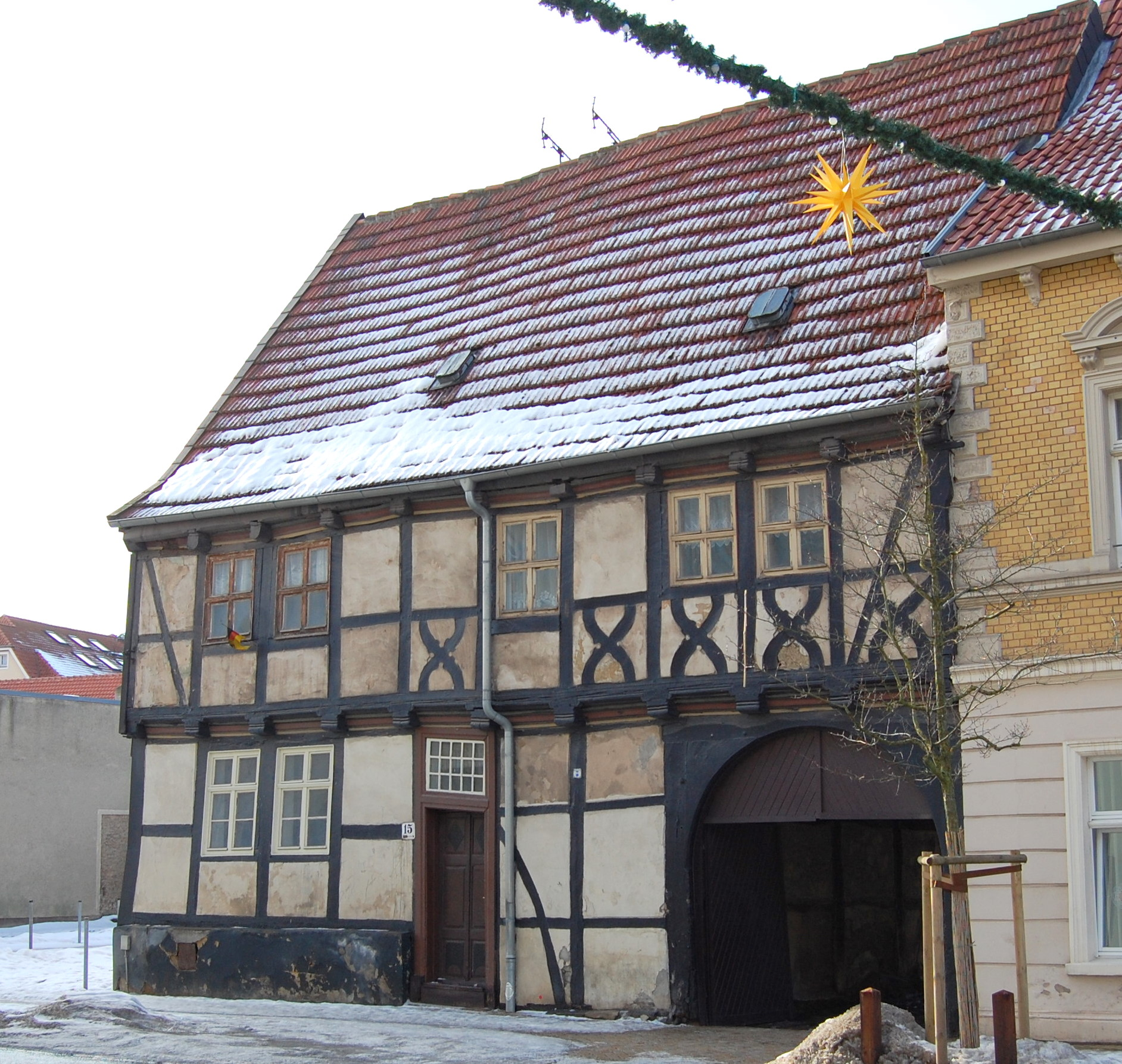
Repssches Haus

Das Repssche Haus ist ein unter Denkmalschutz stehendes Fachwerkgebäude in Haldensleben in Sachsen-Anhalt.
Das auch als Ratsfischerhaus bezeichnete Wohnhaus geht auf die Zeit vor dem Dreißigjährigen Krieg zurück und ist eines der ältesten Fachwerkhäuser der Stadt. Es steht als Haus Nr. 15 an der Stendaler Straße gegenüber dem Amtsgericht Haldensleben. Das Fachwerk des mit der Dachtraufe zur Straße stehenden Hauses zeichnet sich durch sogenannte Feuerböcke aus. In das Gebäude ist eine Hofdurchfahrt integriert.
Seit 1766 befand sich das Haus im Besitz der Familie Reps. Die Familie war bis 1932 als Ratsfischer tätig, wodurch sich der zweite Name des Gebäudes ergibt. Im frühen 20. Jahrhundert bestand im Haus eine Schänke. Im Jahr 1936 renovierte der Kunstmaler Uffrecht das Haus. Dabei wurde auch die zu diesem Zeitpunkt verputzte straßenseitige Fachwerkfassade des Hauses freigelegt.
Derzeit (Stand 2010) ist das Repssche Haus dringend sanierungsbedürftig.